# James Adler
Pour les articles homonymes, voir Adler.
James Adler est un compositeur et pianiste américain, né à Chicago le 19 novembre 1950.

## Biographie
Il commence le piano à l'âge de 10 ans avec Elsie K. Brett. Ses autres professeurs sont Rose Willits, Mollie Margolies, et Seymour Lipkin. Il suit les cours particuliers de Rudolph Ganz, Ivan Moravec, Olga Barabini et Konrad Wolff.
En 1967, il remporte le prix Youth Auditions de l'Orchestre symphonique de Chicago et fait ses débuts avec l'orchestre en janvier 1968. Il entre au Curtis Institute of Music et gagne son prix (Bachelor) de piano en 1973 et son diplôme de composition en 1976, en étudiant avec Myron Fink. Il participe au récital du Allied Arts Piano Series du CSO. Il se produit au Alice Tully Hall et au New York's Paramount Theatre au Madison Square Garden ainsi qu'au Wigmore Hall et Royal Albert Hall de Londres et au Dimitria Festival de Thessalonique en Grèce. En 1996 son œuvre Memento mori - An AIDS Requiem, créée à Atlanta a été enregistrée sur CD en 2001.
Selon le Chicago Sun-Times, Adler est un pianiste qui « sait créer n'importe lequel des types de musique qu'il souhaite au piano ». Adler vit aujourd'hui à New York et est membre du Department of Fine Arts faculty au Saint Peter's College de Jersey City (New Jersey) depuis 1987.

## Discographie
- 2001 : Memento mori - An AIDS Requiem
- 2008 : James Adler Plays Syncopated Rhythms

## Sources
- (en) Cet article est partiellement ou en totalité issu de l’article de Wikipédia en anglais intitulé « James Adler » (voir la liste des auteurs).